# Pathé Groningen

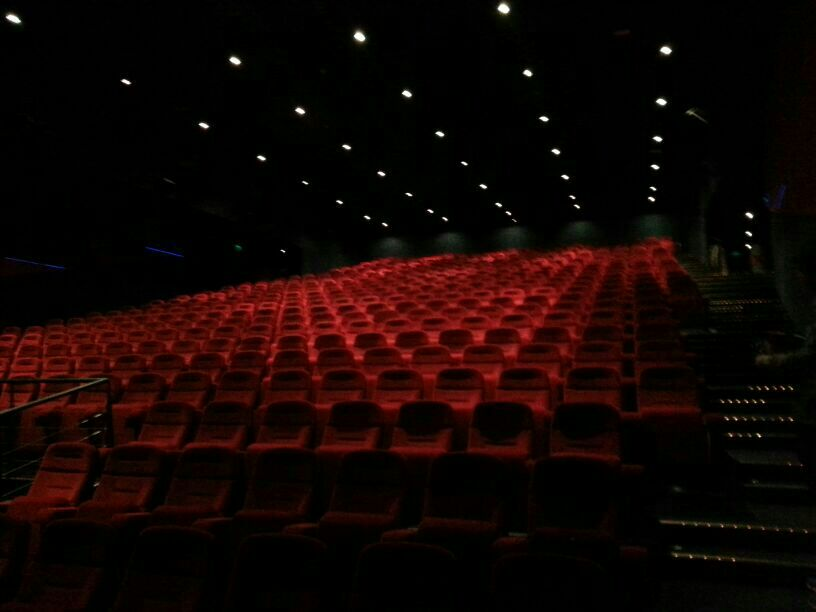
Zaal 1 van Pathe Groningen

Pathé Groningen is een multiplex-bioscoop in het centrum van Groningen van bioscoopexploitant Pathé.
De bioscoop bevat 9 zalen verdeeld over 4 verdiepingen met een totale capaciteit van 1500 stoelen. De grootste zaal (1) heeft 545 stoelen. Op de begane grond, naast zaal 3, zit een Pathé Café met 120 zitplaatsen. Onder de bioscoop bevindt zich een parkeergarage met 93 plaatsen. In 2017 trok de bioscoop 600.000 bezoekers.

## Geschiedenis
In 1993 kondigt MGM Nederland aan een groot bioscoopcomplex te willen bouwen in Groningen. De bioscoop is gebouwd op een parkeergarage die als basis diende voor een nooit gerealiseerd vier-sterrenhotel. In 1995 neemt Pathé Nederland de bioscopen van MGM Nederland over en in november 1995 opende de bioscoop aan het Gedempte Zuiderdiep in Groningen zijn deuren als Pathé Groningen.
In september 2012 onderging de bioscoop een verbouwing waarbij de foyer is verkleind. In de vrijgekomen ruimte is een nieuw selfservice catering concept geplaatst.

## Capaciteit per zaal
| Zaal           | 1   | 2   | 3  | 4   | 5   | 6  | 7   | 8  | 9  |
| -------------- | --- | --- | -- | --- | --- | -- | --- | -- | -- |
| Aantal stoelen | 545 | 104 | 95 | 191 | 193 | 87 | 106 | 95 | 87 |

## Bereikbaarheid
De bioscoop ligt op 600 meter van Station Groningen (hoofdstation). Diverse buslijnen stoppen bij een nabij Pathé Groningen gelegen bushalte.
Onder de bioscoop bevindt zich een door Interparking geëxploiteerde parkeergarage met 93 parkeerplaatsen.

## Incidenten
Op 4 juli 2007 werd zaal 8 ontruimd omdat het plafond bol stond. Daarna stortte een deel ervan naar beneden.
In de ochtend van 26 oktober 2019 werden in de bioscoop twee schoonmakers vermoord, terwijl de bioscoop gesloten was. De dag erna werd een 33-jarige verdachte aangehouden.